# 1908
1908. је била преступна година.

## Догађаји

### Март
- 9. март — Основан је ФК Интер.

### Мај
- 18—31. мај — Избори за народне посланике Краљевине Србије 1908.

### Јун
- 30. јун — У источном Сибиру је пао метеор од чије експлозије се осетило подрхтавање тла и у средњој Европи.

### Јул
- 6. јул — У Турској је почела Младотурска револуција под вођством млађих официра и интелектуалаца незадовољних владавином султана Абдула Хамида II.

### Август
- 10. август— Српска демократска лига у Османској царевини је прва политичка странка Срба у Османском царству, а основана је у Скопљу од 10. до 13. августа 1908. године на Првој српској конференцији.

### Септембар
- 16. септембар — Аустроугарска и Руска Империја се споразумели да се Аустроугарска не противи отварању Босфора за руске бродове, а Русија аустроугарској анексији Босне и Херцеговине.
- 27. септембар — У Детроиту почела производња Фордовог модела Т.

### Октобар
- 6. октобар — Анексија Босне и Херцеговине
- 7. октобар — Након ослобађања од турске власти, Крит се ујединио са Грчком.

### Новембар
- 3. новембар — Председнички избори у САД: Републикански кандидат Вилијам Хауард Тафт победио је кандидата Демократске странке, Вилијама Џенингса Брајана.

### Децембар
- 2. децембар — Пу Ји је постао кинески цар у својој другој години.
- 28. децембар — У земљотресу који је разорио Месину, други по величини град на италијанском острву Сицилији, погинуло више од 75.000 људи.

## Рођења

### Јануар
- 9. јануар — Симон де Бовоар, француска књижевница, филозофкиња и феминисткиња († 1986).
- 15. јануар — Едвард Телер, амерички физичар мађарског порекла († 2003).
- 16. јануар — Етел Мерман, америчка глумица († 1984).
- 20. јануар — Јован Мариновић, црногорски и југословенски револуционар. († 1982).
- 22. јануар — Лав Ландау, руски физичар и математичар. Добитник Нобелове награде из физике 1962. († 1968).

### Март
- 14. март — Коча Поповић, српски и југословенски књижевник, филозоф, учесник Народноослободилачке борбе и војно лице († 1992).
- 16. март — Јозо Томашевић, америчко-хрватски историчар и економиста († 1994).
- 25. март — Дејвид Лин, енглески филмски редитељ, продуцент, сценариста и монтажер († 1991).

### Април
- 5. април — Бети Дејвис, америчка глумица († 1989).
- 9. април — Елизабет Алан, америчка глумица († 1990).

### Мај
- 20. мај — Џејмс Стјуарт, амерички глумац († 1997).
- 23. мај — Анмари Шварценбах, швајцарска књижевница, историчарка, новинарка и фотографкиња († 1942).

### Јун
- 4. јун — Лујо Давичо, балетски играч, педагог, композитор и учесник Народноослободилачке борбе († 1942).
- 26. јун — Салвадор Аљенде, чилеански политичар

### Август
- 23. август — Артур Адамов, француски књижевник јерменског порекла († 1970).
- 27. август — Линдон Џонсон, 36. председник САД
- 27. август — Доналд Бредман, аустралијски играч крикета († 2001).
- 31. август — Вилијам Саројан, амерички књижевник. († 1981).

### Септембар
- 9. септембар — Чезаре Павезе, италијански књижевник, преводилац и књижевни критичар († 1950).

### Октобар
- 6. октобар — Карол Ломбард, америчка глумица († 1942).
- 30. октобар — Дмитриј Устинов, совјетски политичар

### Новембар
- 28. новембар — Клод Леви-Строс, француски антрополог († 2009).

### Децембар
- 22. децембар — Коста Рацин, македонски песник и револуционар († 1943).
- 30. децембар — Марија Примаченко, украјинска уметница. († 1997)

## Смрти

### Јун
- 21. јун — Николај Римски-Корсаков, руски композитор
- 24. јун — Гровер Кливленд, 22. и 24. председник САД

### Новембар
- 14. новембар — Гуанг-сји, кинески цар
- 15. новембар — Циси, кинеска царица. (* 1835)

### Децембар
- непознат датум — Милорад Терзибашић, српски бициклиста. (*1862)

## Нобелове награде
- Физика — Габријел Липман
- Хемија — Сер Ернест Радерфорд
- Медицина — Иља Иљич Мечников и Паул Ерлих
- Књижевност — Рудолф Кристоф Ојкен
- Мир — Клас Понтус Арнолдсон (Шведска) и Фредрик Бајер (Данска)
- Економија — Награда у овој области почела је да се додељује 1969. године